# Риболов
Риболовът е лов на риба, който може да бъде както промишлен (когато рибата се лови в големи количества, обикновено с цел използване като храна), така и спортен (за лично удоволствие, което включва понякога уловът да не бъде употребен за храна, а да бъде пуснат обратно в природата).

## Промишлен риболов
Промишленият риболов включва използване на кораби снабдени със специални риболовни приспособления – най-често различни видове мрежи. Към него спада и разполагането на постоянни мрежи във водата (наричани таляни/даляни, когато са в морето).

## Спортен риболов
Спортният риболов се поделя основно на подводен (често с използване на харпун и подводна екипировка) и обикновен, който на свой ред се дели на морски (от брега или от лодка), в спокойни води (язовири, езера и т.н.) и речен (обикновено става дума за улов на шаран, речен кефал, бяла риба, щука, сом, мряна, уклей, пъстърва). Съществува и подледен спортен риболов, при който обект на улова са предимно:костур, червеноперка, щука, бяла риба, пъстърва
При спортния риболов се използват комплект риболовни принадлежности (такъм от турк. takım – съвкупност, комплект):риболовен прът тип:телескоп без водачи, телескоп с водачи тип: мач, болонезе, спининг, фидер, макара, плувка, тежест, звънче (шпионка), риболовно влакно (корда), кука, повод, вирбел, блесна и други.